# يورغوس مفرابسريدس
يورغوس مفرابسريدس ( (باليونانية: Γιώργος Μαυροψαρίδης)‏ ؛ من مواليد 21 نوفمبر 1954) محرر أفلام يوناني. يشتهر بتعاونه مع يورغوس لانثيموس ، حيث قام بتحرير جميع أفلامه حتى الآن.  وهو يعتبر المتعاون الوحيد الدائم في جميع أعمال المخرج. على صلة وثيقة بالمخرج حيث تعاونا منذ الإعلانات التجارية قبل أن يصبح لانثيموس مخرج أفلام سينمائية. تخرج من مدرسة لندن للسينما ، وصقل مهاراته في العمل في الإعلانات التجارية.  تم ترشيحه لجائزة الأوسكار لأفضل مونتاج فيلم عن عمله في The Favourite . 